# 李𣶬
李𣶬（1498年—？年），或作李涵，字容之，字平崖、平厓，直隶永平府遷安縣人，民籍。

## 生平
治《易經》，行五，由府學生中式嘉靖元年（1522年）壬午科順天府鄉試第八十五名舉人，年三十三歲中式嘉靖二年（1523年）癸未科會試第一百七名，第三甲第十八名進士。授湖州府推官，历任户部山东司郎中，十六年出为陕西延安府知府，升肅州兵备副使，议修嘉峪关，事方经始，会升苑马寺卿，十九年（1540年）三月总督刘天和会抚按保留之，乃改涵陕西添注右参政，仍督工嘉峪关。後復除贵州布政司右参政，历升贵州左布政使。

## 家族
曾祖李林。祖父李友，教谕。父李金，按察司副使。母徐氏，封宜人。慈侍下，兄洪、濡、霑、潤、弟泳、治、沐、涞、洲、瀗。